# ويليام هونان
ويليام هونان (بالإنجليزية: William Honan)‏ هو صحفي أمريكي، ولد في 11 مايو 1930 في مانهاتن في الولايات المتحدة، وتوفي في 28 أبريل 2014 في نوروولك في الولايات المتحدة.